# Deborah Secco

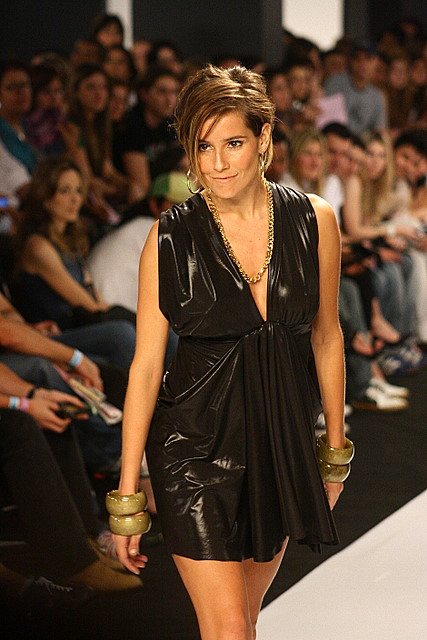
Deborah Secco

Deborah Fialho Secco (n. 26 noiembrie 1979, Rio de Janeiro, Rio de Janeiro, Brazilia) este o actriță braziliană.

## Filmografie

### Telenovelas
- 1990 - Mico Preto.... Denise
- 1990 - Meu Bem, Meu Mal....
- 1995 - A Próxima Vítima.... Carina Carvalho Rossi
- 1996 - Vira-Lata.... Tatu (Bárbara)
- 1997 - Zazá.... Dora
- 1998 - Era Uma Vez....... Emília
- 1999 - Suave Veneno.... Marina
- 1999 - Terra Nostra.... Hannah
- 2000 - Laços de Família.... Íris Frank Lacerda Mendes
- 2001 - A Padroeira.... Cecília de Sá
- 2002 - O Beijo do Vampiro.... Lara
- 2003 - Celebridade.... Darlene Sampaio
- 2005 - América.... Sol de Oliveira
- 2006 - Pé na Jaca.... Elizabeth Aparecida Barra
- 2007 - Paraíso Tropical.... Betina
- 2008 - A Favorita....  Maria do Céu
- 2011 - Insensato Coração.... Natalie Lamour